# Ctenus anahitiformis
Ctenus anahitiformis este o specie de păianjeni din genul Ctenus, familia Ctenidae, descrisă de Strand, 1909. Conform Catalogue of Life specia Ctenus anahitiformis nu are subspecii cunoscute.